# 近江陽一郎
近江 陽一郎（おおみ よういちろう、1989年4月5日 - ）は、日本の元俳優・タレント。埼玉県出身。身長181cm。ワタナベエンターテインメントに所属していた。男性俳優集団D2およびD-BOYSのメンバーであった。

## 略歴
2009年、D-BOYSオーディションにおいて審査員特別賞を受賞。2010年4月からD2のメンバーとなる。D2加入時、メンバー初の現役大学生であった（2012年3月に大学を卒業）。
2013年、『おとりよせ王子 飯田好実』にて連続ドラマ初主演となる。
2013年10月、D2がD-BOYSに加入し、D-BOYSのメンバーとなる。
2016年3月31日をもって、D-BOYSを卒業し芸能界を引退。
2022年10月現在は埼玉県警で勤務していることがNHKの育休取得者への取材によって明らかになった。

## 人物
特技はバルーンアート・ハンドスタンド。趣味は野球・オートバイ・スノーボード、読書など。
D2メンバー内で、陳内将とのコンビ「じんおみ」や、三津谷亮とのコンビ「おおみつやりょういちろう」がある。また、陳内将・阿久津愼太郎・荒井敦史らとのバンド「しおあじ」（近江はキーボードを担当）、同じタイミングでソロ写真集を発表した三津谷亮・池岡亮介との3人組「コンポンテキ王子」、などのグループがある。

## 出演

### 舞台
- ミュージカル 忍たま乱太郎 再演（2010年6月 - 7月） -  主演・食満留三郎 役[16]
- D-BOYS STAGE 2010 trial-2『ラストゲーム』（2010年7月 - 9月）[17]
- ミュージカル・テニスの王子様2ndシーズン -  森辰徳 役
  - 青学VS不動峰（2011年1月 - 2月）
  - 青学VS氷帝（2011年7月 - 9月）※日替わりゲスト
  - DREAM LIVE 2011（2011年11月）
  - 春の大運動会 2012（2012年5月13日）
  - 春の大運動会 2014（2014年4月26日）
- にぎやかカラー（2011年4月） -  大森正二 役
- 少年ハリウッド（2011年4月） -  日替わりゲスト[18]
- VISUALIVE『ペルソナ4』（2012年3月） - 巽完二 役[19]
- VISUALIVE『ペルソナ4』the EVOLUTION（2012年10月） - 巽完二 役
- コーパス・クリスティ 聖骸（2012年9月）[20]
- Dステ12th『TRUMP』（2013年1月 - 2月） - グスタフ/ミケランジェロ 役[21]
- Dステ13th『チョンガンネ 〜おいしい人生お届けします〜』（2013年4月 - 5月） - ソン・チファン 役[22][23]
- Dステ14th『十二夜』（2013年10月） - アントーニオ 役[24]
- ミュージカル ヘタリア Singin' in the World（2015年12月） -  ドイツ 役[25]

### テレビドラマ
- D×TOWN 第3弾 「ボクらが恋愛できない理由」（2012年6月、テレビ東京） - 西村悟 役[26]
- 黒の女教師 第5話（2012年8月、TBS） - 高校生 役
- おとりよせ王子 飯田好実（2013年4月 - 7月、メ〜テレ） - 主演・飯田好実 役[27]
- 恋愛は必然である 〜ドラマで分かる!新感覚恋愛法則〜（2014年1月、BeeTV） - 伸一 役
- おそろし〜三島屋変調百物語 第1話（2014年8月30日、NHK BSプレミアム） - 若き日の藤吉 / 吉蔵 役[28][29]
- Nのために 第3話（2014年10月、TBS） - サッカー部員 役
- 強靭ボディSEXYボディ （2015年7月、BSジャパン） - 織田龍之介教官 役[30]
- 土曜ワイド劇場 女たちの特捜最前線〜警察食堂極秘会議（2015年12月、テレビ朝日） - 玉山健一 役

### ラジオドラマ
- NHK90時間ラジオ みんなでつくるラジオドラマ（2015年3月22日、NHK-FM）[31][32] - 「私立学園ヤポニヤ奇譚」初代校長 役

### 映画
- ポールダンシングボーイ☆ず（2011年） - ヨウイチロウ 役[33][34]
- 青いソラ白い雲（2012年） - 山崎翼 役[35]
- 百年の時計（2012年） - 安藤行人（若年期） 役[36]
- 柘榴坂の仇討（2014年） - 志村覚馬 役[37]

### オリジナルビデオ
- となりの801ちゃん Love & Peace（2011年） - 主演・チベくん 役[11]
- ブラック・エンジェルズ2 〜黒き覚醒篇〜（2012年）[38] - 雪藤洋士 役
- ブラック・エンジェルズ3 〜黒き死闘篇〜（2012年） - 主演・雪藤洋士 役[39]

### バラエティ
- D2のメシとも!（2011年8月22日 - 9月8日、朝日放送）[40]
- TV・局中法度!（2012年10月 - 2013年3月、テレビ神奈川 他）[41] - 原田左之助 役
- 日本語探Qバラエティ クイズ!それマジ!?ニッポン（2014年2月 - 、フジテレビ） - 不定期出演
- 世界史ちゃんTV 〜何となく歴史が学べるVTR〜「ミュージックボンバー」（2014年12月、NHKBSプレミアム） - ムチノチ。 - アリストテレス役
- 7Days BOYS～ボクタチの超☆育成計画～（2015年、テレビ神奈川 他）[42]

### 情報
- うまいッ!（2014年10月5日 - 2016年2月14日、NHK総合）  - 「食材ハンター」として不定期出演[43]
- ごごたま「ごごたまキッチン」（2015年、テレビ埼玉）[44]
- シブ5時「陽ちゃんの食べちゃうぞ！」（2015年9月30日 - 2016年3月30日、NHK総合）  - 毎週水曜日出演

### ラジオ
- wktkラヂオ学園サンデー（2013年4月7日 - 2015年3月29日、NHKラジオ第1放送）[45][46]
- 土曜ワラッター（2015年4月25日 - 2016年3月26日、青森放送）[3]

## 作品

### DVD
- D2 The First Message #1 陳内将×近江陽一郎“Precious”（2011年11月16日、ポニーキャニオン）

### 写真集
- プリンスシリーズ D-BOYSコレクション 近江陽一郎ファースト写真集（2014年5月13日、学研パブリッシング）[47] ISBN 978-4-05-406005-0